# Gongora fulva
Gongora fulva là một loài lan.
 Tư liệu liên quan tới Gongora fulva tại Wikimedia Commons